# Monofiletikus csoport

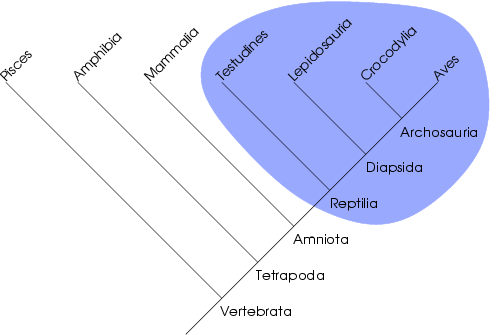
A madarakat általában monofiletikusnak tekintjük, a hüllőket viszont csak akkor tekinthetjük monofiletikusnak, ha a madarakat is közéjük értjük, hiszen azok ősi hüllőkből (theropoda dinoszauruszokból) fejlődtek ki

A biológiai rendszertanban monofilumnak vagy monofiletikus csoportnak, ritkábban holofilumnak, holofiletikus csoportnak nevezzük az egy közös rendszertani őstől származó élőlények összességét (vagyis az őst és összes leszármazottját együttesen).
Olyan fajok csoportja, amelyek egyetlen törzsfajtól származnak, ahol minden egyes faj szűkebb rokonságban van egymással, mint azokkal a fajokkal, amelyek a csoporton kívül vannak.
A monofiletikus csoport legfontosabb ismérve legalább egy tulajdonságának szünapomorf jellege. Ez azt jelenti, hogy a csoport közös ősében kialakult új jelleg(ek)et továbbörökítette utódainak, így az(ok) az összes leszármazottját jellemzik.
Ha egy élőlénycsoport több ősre vezethető vissza, akkor polifiletikus csoportnak nevezzük, ha pedig a csoport a legközelebbi közös ősnek nem az összes leszármazottját tartalmazza, akkor parafiletikus csoportról beszélünk.
A modern filogenetikus rendszertan (kladisztikus osztályozás) elvei szerint csak monofiletikus csoportokat szabad taxonnak tekinteni, korábban azonban gyakran a parafiletikus (sőt néha polifiletikus) csoportokat is elfogadták taxonnak.

## Ajánlott magyar nyelvű könyvek
- Korsós Zoltán (1999): Zooszisztematikai gyakorlatok (A fenetikus és kladisztikus osztályozás alapjai) – Állatorvostudományi Egyetem, Zoológiai Intézet, Budapest
- Papp László(1996): Zootaxonómia – egységes jegyzet – Állatorvostudományi Egyetem, Budapest
- Borhidi Attila (1995): A Zárvatermők fejlődéstörténeti rendszertana – Nemzeti Tankönyvkiadó, Budapest
- Géczy Barnabás (1989): Őslénytan – Tankönyvkiadó, Budapest
- John Maynard Smith, Szathmáry Eörs (1997): Az evolúció nagy lépései, Scientia, Budapest.
- Vida Gábor (szerk, 1982): Az élővilág evolúciója (evolúció II.)- Natura, Budapest.
- Faludi Béla (1974): Származástan – Tankönyvkiadó, Budapest.